# Observatori Astronòmic del Montsec
Koordinaten: 42° 3′ 6″ N, 0° 43′ 47″ O
Das Observatori Astronòmic del Montsec (OAdM) und der Parc Astronòmic Montsec (PAM) sind catalanische  Sternwarten in der Serra del Montsec, letztere, um einem breiten Publikum die Astronomie näherzubringen. Das größte Teleskop „Joan Oró“ ist ein Ritchey-Chrétien-Teleskop mit 80 cm Apertur. Im Jahr 2010 erfolgte die Inbetriebnahme einer für CCD-Sensoren modifizierten Baker-Nunn-Kamera.

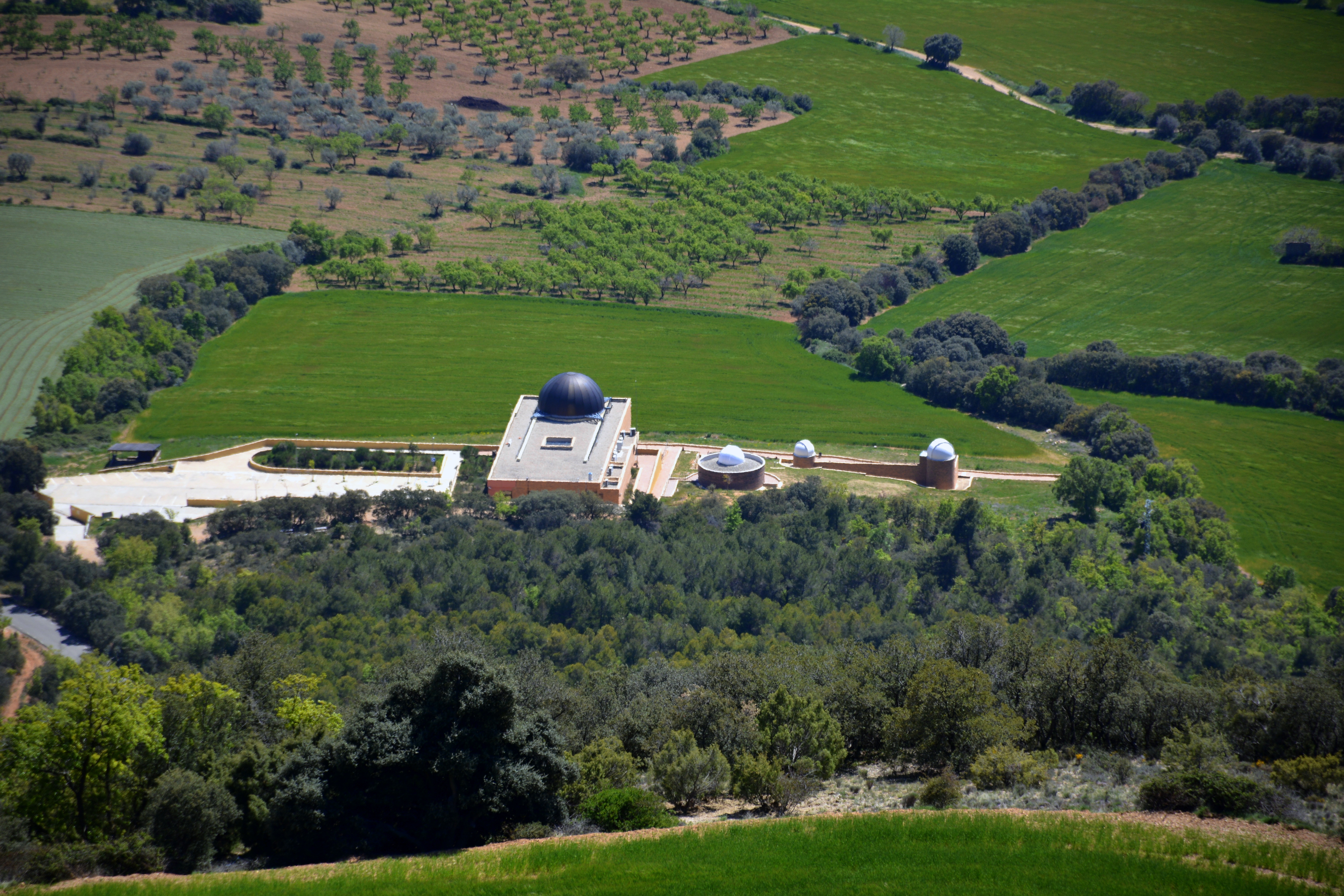
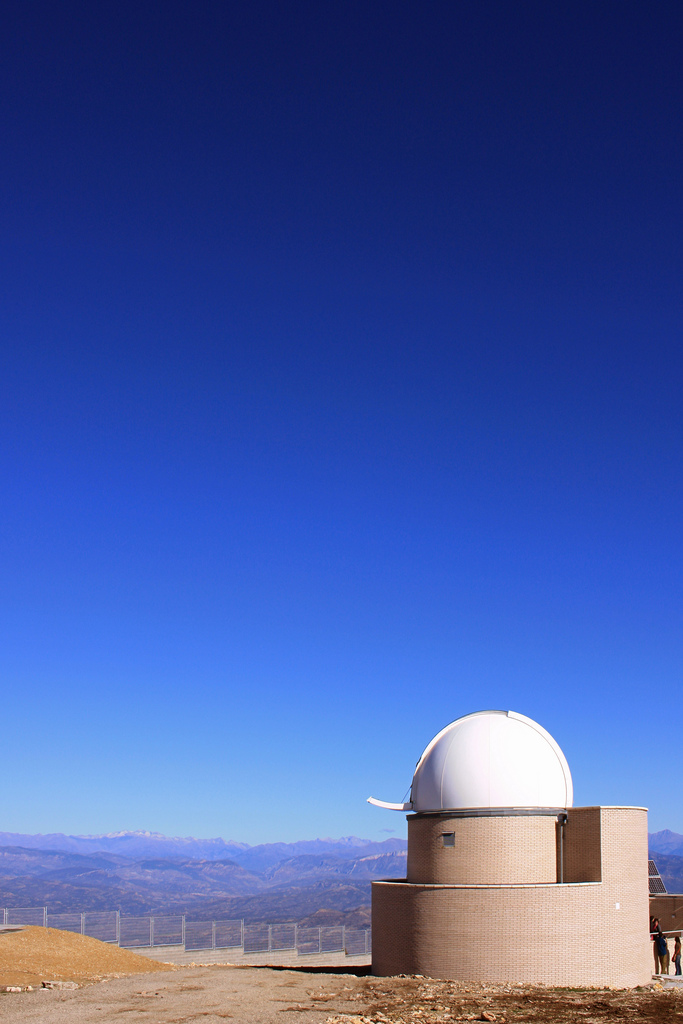
Ein Gebäude des Observatoriums
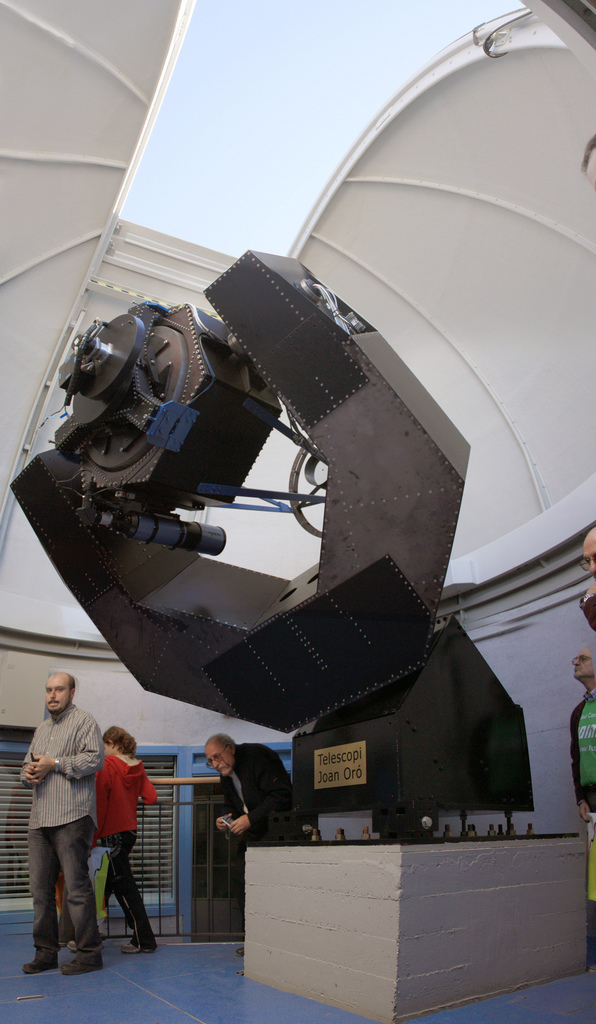
Das 80-cm-Teleskop „Joan Oró“
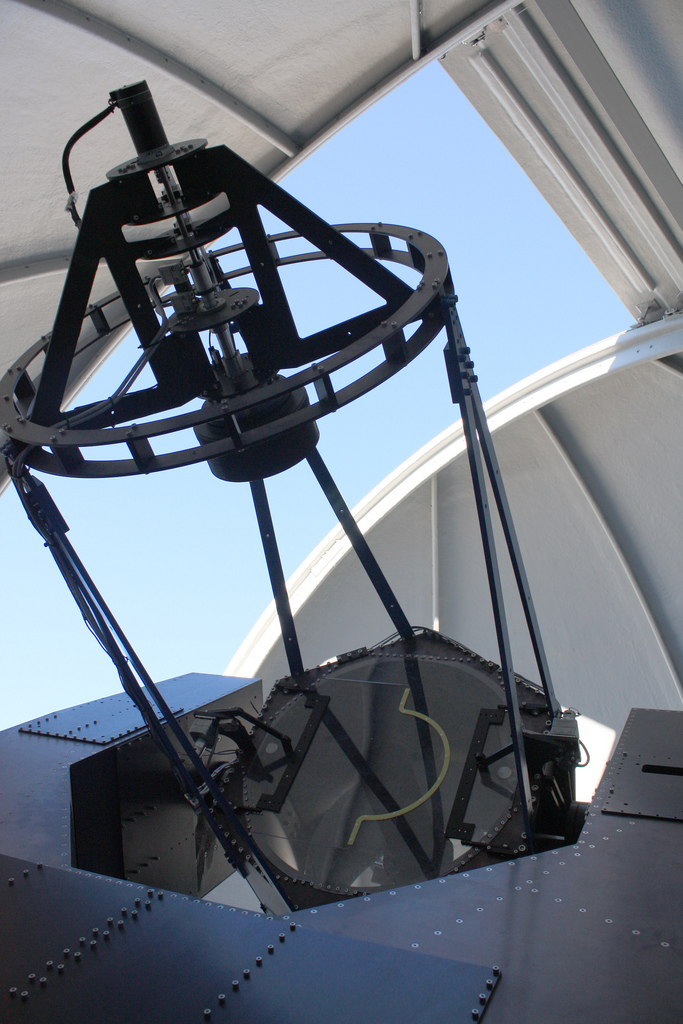
Nahaufnahme des 80-cm-Teleskops